# 은운
은운(殷芸, 471년∼529년)은 중국 양나라의 문학가이다. 자는 관소며, 진군 장평 사람이다.
성격이 활달하고 사소한 예절에 구애받지 않았으나 함부로 사람들과 교유하지 않아서 문하에는 잡객이 없었다. 학문에 정진하여 여러 책을 널리 섭렵했다. 제 무제 영명 연간(483∼493)에 의도왕 소갱의 행참군을 지냈으며, 양 무제 천감 초년(502)에는 서중랑주부가 되었다. 천감 13년(515)에 서중랑 예장왕 소종의 장사가 되었는데, 소종이 안우장군으로 전임되자 은운은 안우장사가 되었다. 이때 양 무제가 그에게 칙명을 내려 ≪소설≫을 짓게 했다. 그 뒤 동궁학사성에서 일하다 59세로 죽었다. ≪양서≫ 권41과 ≪남사≫ 권60에 그의 전이 있다.